# La Selva del Camp
La Selva del Camp est une commune de la province de Tarragone, en Catalogne, en Espagne, de la comarque de Baix Camp.

## Culture locale et patrimoine

### Lieux et monuments
- L'église Sant Andreu de la Selva del Camp, du XVIe siècle ;
- L'église Sant Pau de la Selva del Camp, du XIVe siècle ;
- L'ermitage Sant Pere de la Selva del Camp, à l'origine du XIIe siècle et reconstruit au XXe siècle ;
- L'ermitage Santa Maria de Paretdelgada, du XIIIe au XVIIIe siècle ;
- Le couvent des clarétines, du XVIe siècle ;
- Le couvent de Sant Rafael, du XVIIe siècle ;
- Le château du XIIe siècle et les vestiges des remparts de la ville ;
- Les ponts du Portal de Més Amunt, du XVIe siècle ;
- Le Pont Alt, du XIVe siècle ;
- La mairie, située dans un édifice du XVIe siècle.

### Personnalités liées à la commune
- Ventura Gassol (1893-1980) : poète et homme politique né à La Selva del Camp.